# 윈도우 8.x
윈도우 8.x(Windows 8.x)는 다음 버전의 마이크로소프트 윈도우 운영 체제를 가리킨다.
- 윈도우 8
- 윈도우 8.1
- 윈도우 RT 8/8.1

## 같이 보기
- 윈도우 임베디드 8.x
- 윈도우 폰 8.x

| Disambiguation icon | 이 문서는 명칭이 같고 같은 종류에 속하는 여러 대상을 연결하는 색인 문서입니다. |